# Idalys Ortiz
Idalys Ortiz Bocourt (sinh ngày 27 tháng 9 năm 1989) là một võ sĩ Judo người Cuba. Cô thi đấu trong hạng cân 78 kg tại Olympic 2008, 2012 và 2016 và giành huy chương trong mỗi kỳ.

## Nghề nghiệp
Ortiz đã học judo khi 10 tuổi và được đưa vào đội tuyển quốc gia lúc 15 tuổi. Ở tuổi 18, cô trở thành người sở hữu huy chương Olympic trẻ tuổi nhất hạng nặng, đoạt huy chương đồng năm 2008.

## Thế vận hội Bắc Kinh
Trong trận đấu đầu tiên của cô tại Thế vận hội Olympic 2008 ở Bắc Kinh, cô đã đứng trước một nữ võ sĩ Ai Cập là Samah Ramadan. Cô cố gắng và chờ đợi một cơ hội để ra đòn quyết định. Trong trận đấu, Ortiz đã thử nhiều kỹ thuật cho ippon nhưng không có thành công nào, ngoại trừ lúc cuối trận, chỉ vài giây trước khi trận đấu kết thúc, khi Samah Ramadan đã mệt.
Trong trận đấu thứ hai ở Bắc Kinh, Ortiz đã gặp Janelle Shepherd từ Úc. Trận đấu có một nhịp độ tốt và kết thúc nhanh chóng với Ortiz tạo ra một ippon (một okuri-eri-jime). Trong trận đấu thứ ba, bán kết, cô đã đối đầu với nhà vô địch Olympic sau đó là trận đấu với Tong Wen từ Trung Quốc. Đây là một trận đấu khó khăn. Tuy nhiên, Wen đã thắng trận đấu khi một trong những kỹ thuật của Ortiz được tính là yuko. Ortiz giành huy chương đồng trong trận đấu với Dorjgotovyn Tserenkhand từ Mông Cổ, chiến thắng với một ippon đẹp (O-goshi).